# Roger I Trencavell
Roger I Trencavell (mort el 1150) va ser vescomte d'Albi, Agde, Besiers, Carcassona, Nimes i Rasès. Era el fill gran de Bernat Ató IV i de Cecília de Provença.

## Biografia
A la mort del seu pare l'any 1130 va heretar Albi, Carcassona i Rasès, mentre que el seus germans petits Ramon i Bernard Ató van heretar Agde i Besiers, i Nimes respectivament. Tot i que va retre homenatge a Alfons Jordà, comte de Tolosa, les relacions van ser tenses i van exclatar conflictes entre ambdós, per exemple quan Tolosa va intentar prendre el control del vescomtat de Narbona i de la seva hereva, Ermengarda.
L'any 1149, Roger va prestar jurament de lleialtat al comte Ramon V de Tolosa, fill d'Alfons Jordà. Roger I Trencavell se sentia amenaçat pel comte de Barcelona. Tot i així Roger va morir l'any següent.

## Administració
L'any 1141, com a vescomte de Carcassona, Roger va nomenar vicaris per a ocupar-se dels afers del vescomtat a nivell local. Va ser el primer governant Trencavell en fer-ho.
Roger I va ser un notable benefactor de l'Orde del Temple i un fervent croat, donant grans subvencions a la primera preceptoria templera d'Occitània a Dosens. Donà al Temple l'any 1133 el poble de Brucafel Roger també va eximir els templers d'impostos, com els usaticum, a totes les seves terres.

## Núpcies i descendència
Roger I Trencavell es va casar diues vegades, però no va obtenir descendència de cap dels seus matrimonis:
1. Alazais de Pons i Sentonge.
2. Bernarda de Comenge, casats el 1139

El va succeir a Carcassona, d'acord a un acord de 1132, el seu germà Ramon. Albi i Rasès també van anar a parar a les mans de Ramon